# ایزابل تورپ
ایزابل تورپ (انگلیسی: Isabelle Thorpe؛ زادهٔ ۴ مارس ۲۰۰۱) شناگر زن شنای موزون اهل بریتانیا است.
وی در مسابقات کشوری و بین‌المللی در مجموع برندهٔ ۴ مدال نقره، ۲ مدال برنز شده است.